# ヒートスプレッダ

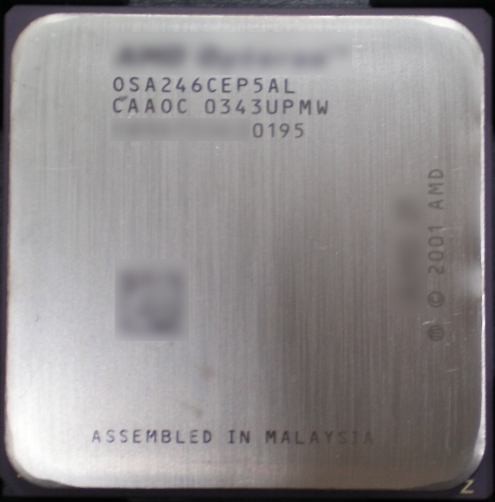
上面全てが金属のヒートスプレッダに覆われているOpteron

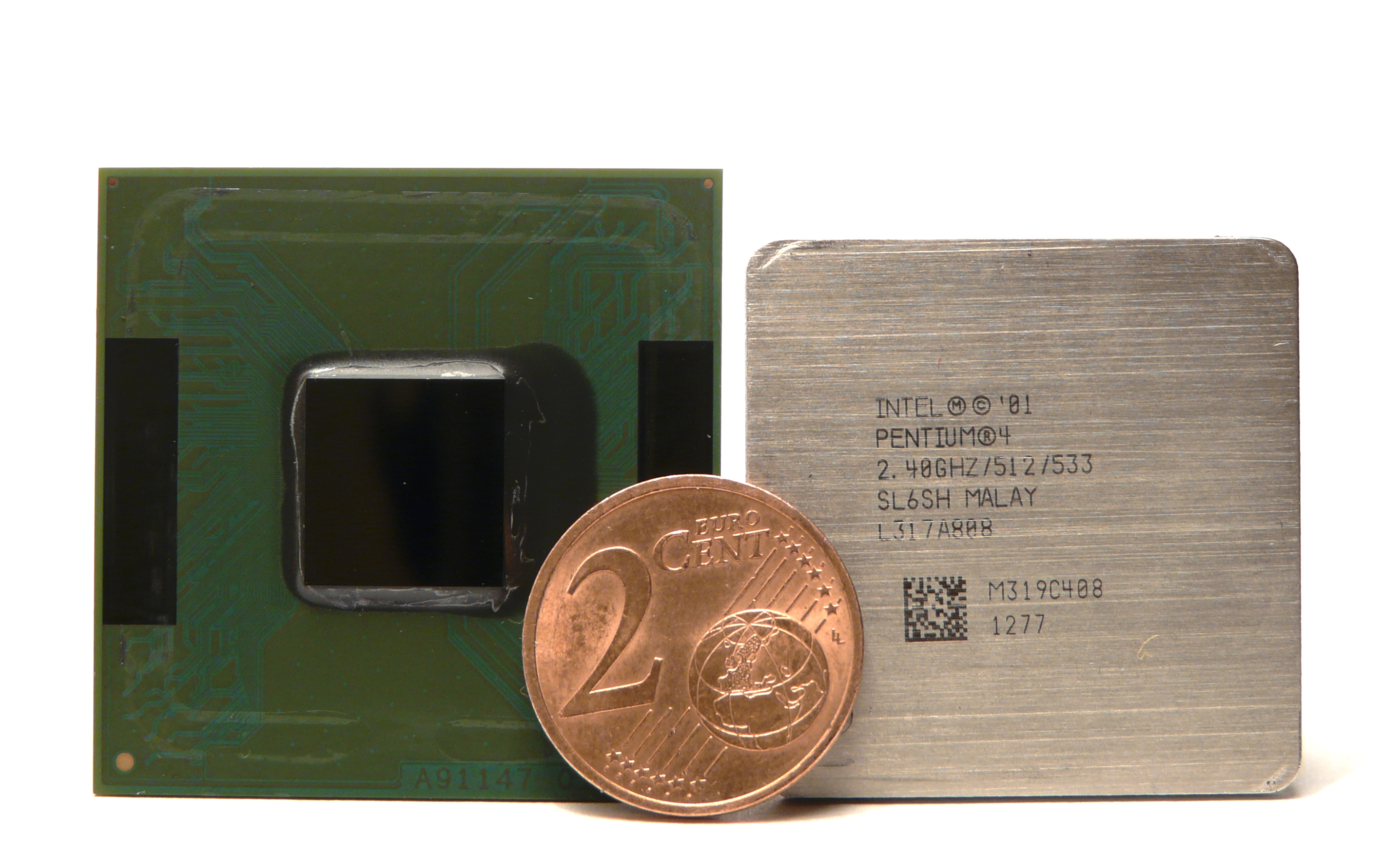
ヒートスプレッダを分離したPentium 4

ヒートスプレッダ（英語：heat spreader）は、正式にはインテグレーテッド ヒート スプレッダ（integrated heat spreader、略称：IHS）と呼ばれ、発熱体と放熱器の間に挿入することで緩衝体として放熱効率を高めるための構造を言う。主な用途として、LSIの放熱が挙げられる。
一般に、発熱体と放熱器の間には、密着性および熱伝導率の違いによる界面熱抵抗が存在する。界面熱抵抗は、伝熱経路におけるすべての界面の合算によって増大するため、放熱器が複雑な構造になっていた場合（ヒートスプレッダの存在を含め）、界面熱抵抗による伝熱の阻害も増大する。しかし拡散を受けない状態において伝熱のベクトルは直線的であるため、小さな発熱体と大きな放熱器を直接密着させるよりも、中程度の大きさの緩衝構造体を用いた方が、放熱特性的に有利な場合がある。これは放熱器の各部から見た場合に発熱体を直線的に見通すことができ、伝熱距離を少なくする事ができる場合である。このため発熱体と放熱器の大きさが著しく異なる場合によく用いられる構造であり、代表的な使用例としてデスクトップパソコン等のCPUの放熱が挙げられる。